# Aurelijus Skarbalius
Aurelijus Skarbalius   (Šiauliai, 12 de maig de 1973) és un exfutbolista lituà de la dècada de 1990 i entrenador.
Fou 65 cops internacional amb la selecció lituana.
Pel que fa a clubs, defensà els colors de Žalgiris Vilnius, Inkaras Kaunas, Brøndby i Herfølge.
També fou entrenador del Brøndby IF, Žalgiris Vilnius i FK Trakai.